# AstraZeneca
AstraZeneca (LSE: AZN, NYSE: AZN) é um conglomerado farmacêutico anglo-sueco criado em 6 de abril de 1999 pela fusão da companhia sueca Astra e da britânica Zeneca Group. Tem a sua sede na cidade inglesa de Cambridge. Os seus produtos são vendidos em mais de 100 países. Entre os seus medicamentos mais vendidos estão o Omeprazol, o Esomeprazol e a Budecort Aqua.
Tem cerca de 63 000 empregados, dos quais 12 000 no setor da investigação e pesquisa.
Na Suécia, a AstraZeneca tem 4 800 empregados em Södertälje, e 2 400 em Gotemburgo.
Foi eleita pelo Great Place to Work Institute (GPTW) como a vigésima terceira melhor empresa para se trabalhar no Brasil.

## Vacina Covid-19
Em 2020, em parceria com a Universidade de Oxford, o laboratório foi um dos pioneiros em desenvolver uma vacina contra a covid-19, a ChAdOx1.

## Bilder

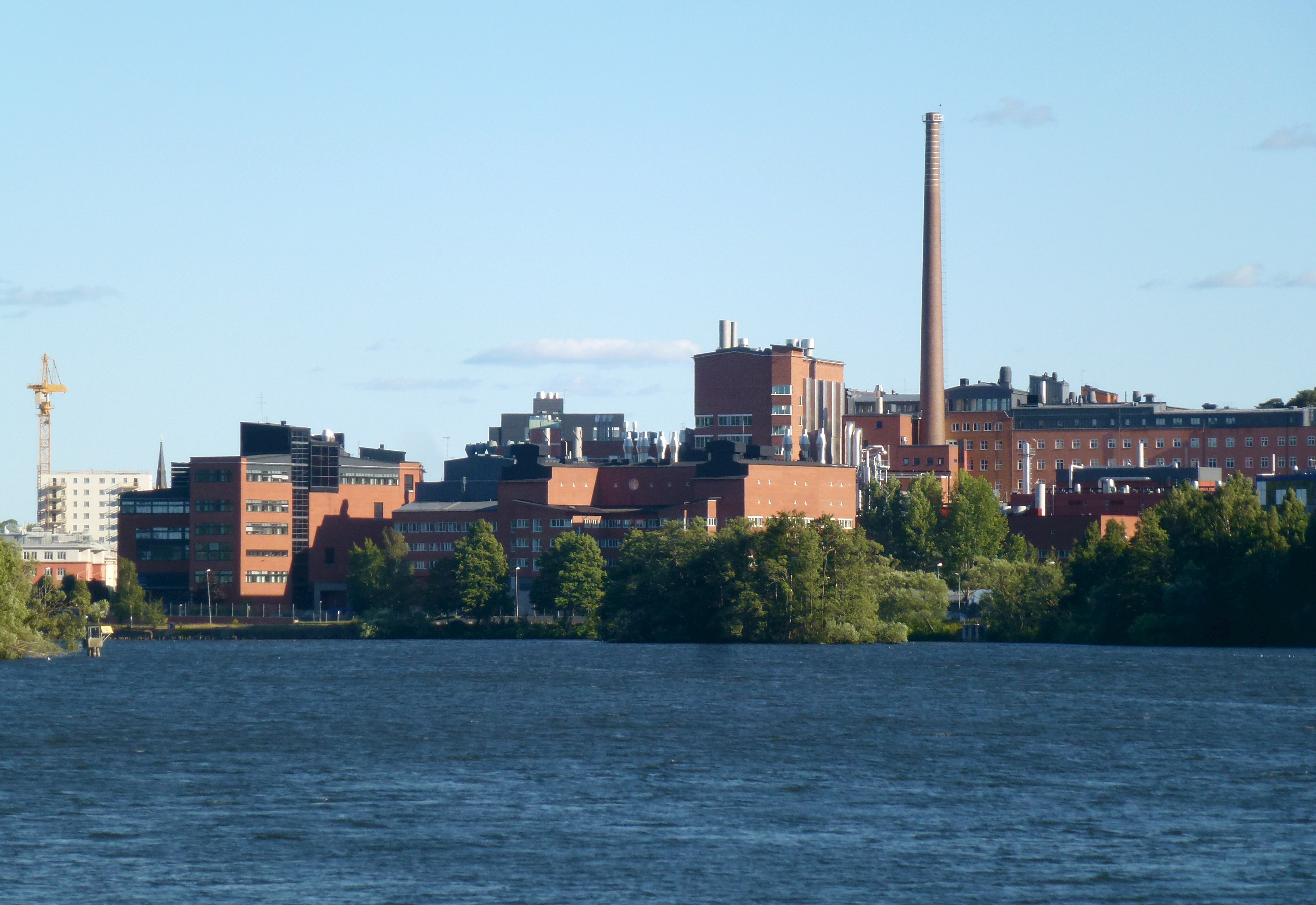
Snäckviken, Södertälje
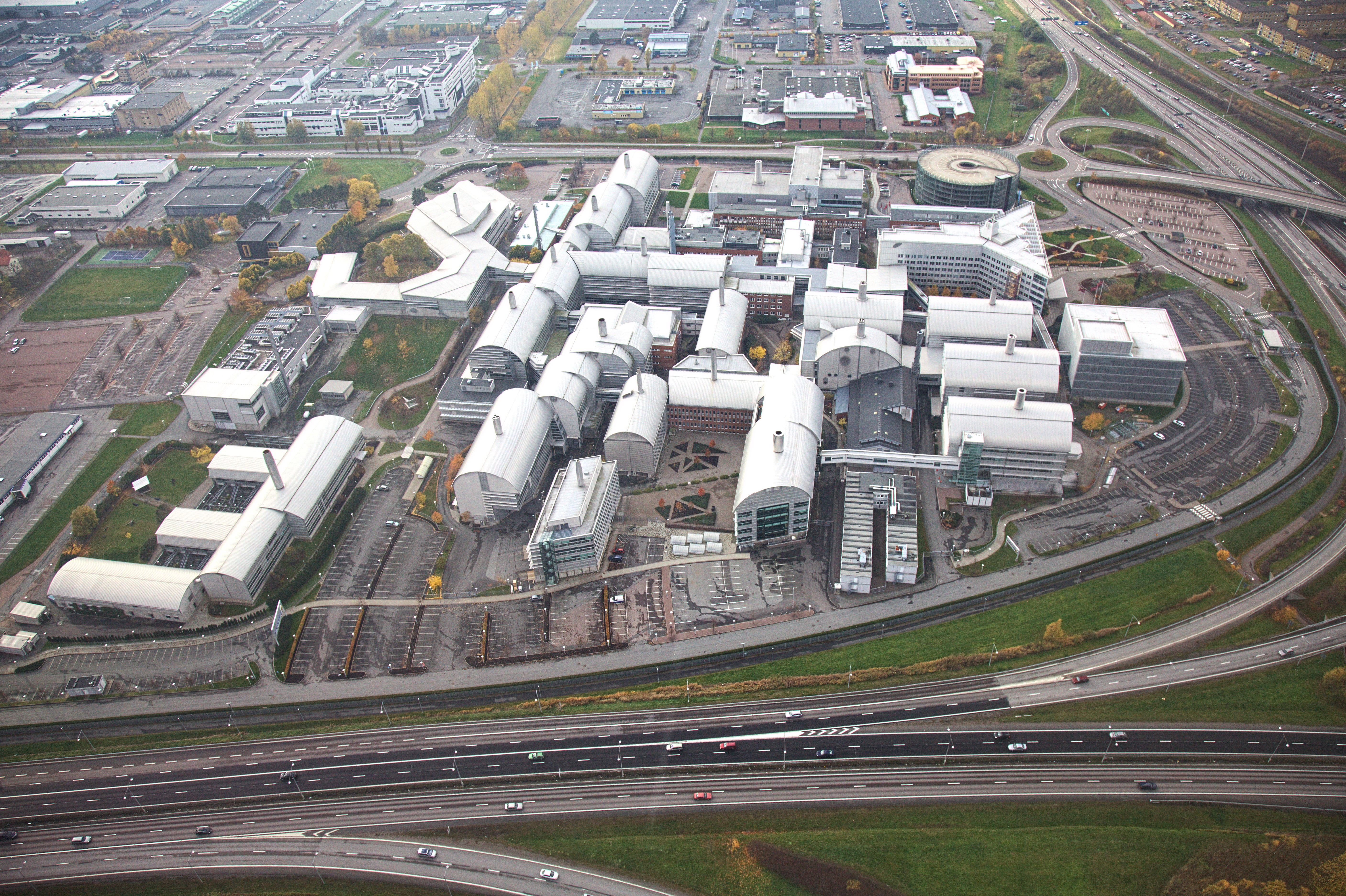
Mölndal, Göteborg
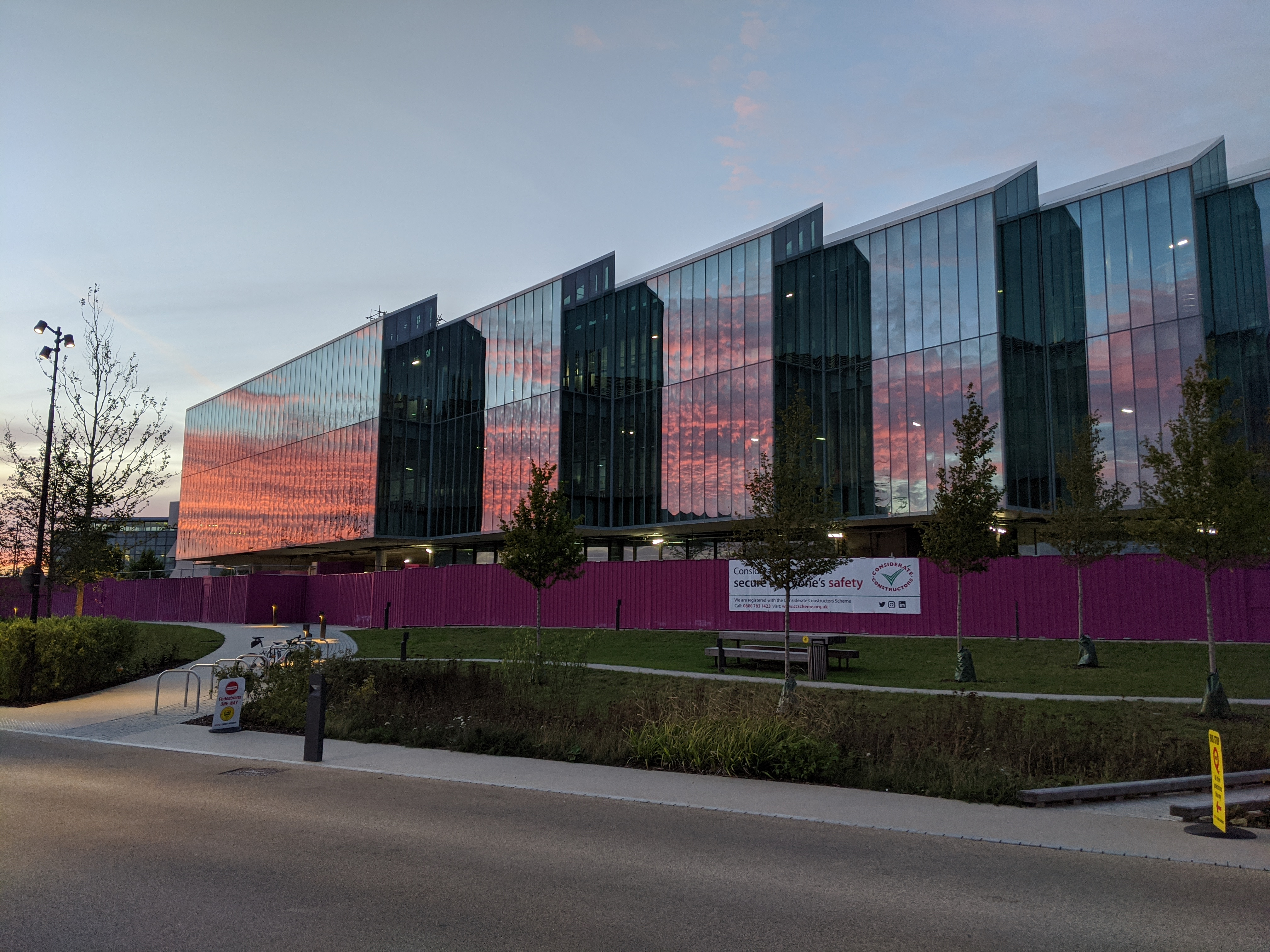
Escritório principal, Cambridge